# Boxgrove Quarry
Boxgrove Quarry, auch Amey´s Eartham Pit genannt, ist ein altpaläolithischer Fundplatz am Ortsrand von Boxgrove in West Sussex, Südengland. Die Hauptfundschicht entstammt dem späten Cromer-Komplex und besitzt ein geologisches Alter von mindestens 500.000 Jahren.
Die Fundstellen in den Kiesgruben Boxgrove Quarry 1 (Lage) und Boxgrove Quarry 2 (Lage) wurden in den Jahren 1983 bis 1996 durch ein Team des Institute of Archaeology des University College London unter Leitung von Mark Roberts zum überwiegenden Teil ausgegraben. Der Fundplatz liegt an einem erodierten Kreidekliff. Nahe dem etwa 75 km östlich gelegenen Ort Seaford überragen die geologisch gleichartigen Kreideablagerungen (Seven Sisters-Formation) bis heute das Meer.

## Stratigraphie/Geologie
Da es sich bei der Fundstelle um eine offene Kiesgrube handelt, die stellenweise bereits einige Meter in die Tiefe getrieben war, konnten stratigraphische Profile von mehreren Metern, horizontal wie vertikal, angelegt werden, die eine gute Rekonstruktion der regionalen Landschaftsentwicklung ermöglichen.
Die Ablagerungen der unteren Schichten, direkt dem anstehenden Kreidefels auflagernd und an der Basis von größeren Kreidebrocken durchsetzt, werden als Slindon Sands bezeichnet. Ihre feinkörnige Struktur ist auf die erodierende Wirkung von Wasserbewegungen der Meeresbrandung zurückzuführen, die einst direkt bis an das Kliff heranreichte. Durch tektonische Hebungen der Küstenregion um 5–7 m wich die Küstenlinie nach Süden zurück und im Vorfeld des Kliffs bildete sich eine Lagune, die in der Folgezeit weiter austrocknete, eine Graslandschaft ausbildete und durch erneute Überschwemmung in eine Sumpflandschaft überging. Die in der Lagune abgelagerten Schluffe werden als Slindon Silts (Silt = Schluff) bezeichnet und enthalten charakteristische organische Bestandteile beider Landschaftsphasen nach der Verlandung. Slindon Sands und Slindon Silts zusammen bilden die Slindon Formation, die sich während eines Interglazials ablagerten. An den Sedimenten der überlagernden Schichten (Lower Eartham Gravel Member) lässt sich der Übergang zu einem ausgeprägten Glazial ablesen. Roberts und Parfitt nennen die Anglian Glaciation (entspricht der Elster-Kaltzeit in Mitteleuropa) als wahrscheinlichste Klimaphase für das als Upper Eartham Gravel Member bezeichnete Schichtpaket. Lower und Upper Eartham Gravel Member bilden die Eartham Formation. Diese Schichten sind von gröberem Kiesschotter geprägt, der sich aus dem durch die glazialen Verhältnisse beschleunigt erodiertem Kalkkliff zusammensetzt.

## Paläontologie
Im Zuge der geologischen Untersuchungen wurden auch paläontologische Beobachtungen angestellt, wobei die in den Gesteinen und Sedimenten eingebetteten Fossilien und Mikrofossilien näher untersucht und bestimmt worden sind.
Es konnten Foraminiferen und Ostrakoden beobachtet werden, deren steigende und wieder sinkende Biodiversität, also die Vielzahl der gleichzeitig vorkommenden Arten, klimaabhängig ist und mit dem angenommenen Interglazial korrespondieren. Dass das Meer einst bis an das Kliff heranreichte, konnte auch durch Spuren der Ichthyofauna in den Slindon Sands nachgewiesen werden, aber auch verschiedene Mollusken geben davon Zeugnis.

## Fauna
Bei den Grabungen konnten in den einzelnen Schichten zahlreiche Knochenreste verschiedenster Tiere geborgen werden. Dies ermöglicht die Rekonstruktion der Fauna insgesamt, aber vor allem die Rekonstruktion von Faunengemeinschaften während der Entstehung einzelner Schichten. Darüber hinaus sind für viele Tierarten bevorzugte klimatische Verhältnisse bekannt, was wiederum Rückschlüsse auf die vorherrschenden Temperaturen, Niederschlagsmengen und Ähnliches zu unterschiedlichen Zeiten erlaubt.
Neben den avifaunischen Resten einer Ente (mehrere Knochen eines Flügels) und dem einzelnen Knochenfragment eines Riesenalks (Pinguinus impensis) bilden die Säugetiere (Mammalia) die größte Gruppe unter den Faunenresten. Der Wolf (Canis lupus), von dem ein vollständiger Schädel, zahlreiche Mandibeln (Unterkiefer) und andere Skelettteile gefunden wurden, ist der am häufigsten vorkommende große Carnivore, gefolgt vom (Höhlen)bären (Ursus deningeri). Bei den kleinen Carnivoren ist der Nerz (Mustela lutreola) der häufigste Vertreter. Der Dachs (Meles sp.) konnte nur mit einem einzelnen Exemplar nachgewiesen werden. Für die großen Cerviden wurde der Rothirsch (Cervus elaphus) am häufigsten beobachtet, gefolgt vom Reh (Capreolus capreolus), während der Bison (Bison cf. schoetensacki) mit einigen wenigen Resten die Boviden repräsentiert. Unter den Unpaarhufern sind vor allem zwei Nashornarten hervorzuheben (Stephanorhinus hundsheimensis und Stephanorhinus megarhinus). Weiterhin sind der Maulwurf (Talpa minor) und der Biber (Castor fiber) neben anderen ebenfalls vertreten.

## Verwendete Datierungsmethoden
Für die Altersbestimmung der Fundstelle wurden verschiedene Datierungsmethoden angewendet.
Uran-Thorium-Datierung: Vier Knochen aus Boxgrove wurden mit der Uran-Thorium-Datierung analysiert. Aus den Ergebnissen konnte allerdings nur abgeleitet werden, dass die Knochen älter als 350.000 Jahre sein müssen.
Lumineszenz-Datierungen: Untersucht wurden Sedimentproben/Lehm. Die per Thermolumineszenzdatierung untersuchten Proben ergaben ein Mindestalter von 175.300–319.900 Jahre mit einem extrem hohen Fehlerbereich von bis zu ±93.800 Jahren. Ähnliches konnte bei der OSL-Datierung (Optisch stimulierte Lumineszenz) beobachtet werden. So erbrachte eine Probe ein Alter von 356.000±178.000 Jahren, eine zweite Probe ein Alter von 630.000±125.000 Jahren und eine dritte Probe 560.000±330.000 Jahre.
ESR-Elektronenspinresonanz: Zwei Zähne vom Rhinozeros und Hirsch wurden mit dem Elektronenspinresonanz-Verfahren untersucht. Der Großteil der Ergebnisse liegt zwischen 190.000 und 244.00 Jahren mit Fehlerbereichen von +151.000 bis −89.000 Jahren. Das wahrscheinlichste Zeitfenster der Untersuchungsdaten wird mit 205.000–281.000 Jahren angegeben. Die Ergebnisse schließen aber ein mögliches Durchschnittsalter von 303.000–339.000 Jahren nicht aus.
Aminosäuredatierung: Die Aminosäuredatierung wurde auf Mollusken und Foraminiferen angewendet. Die Mehrzahl der Ergebnisse weist auf die Sauerstoff-Isotopenstufe 11 (362.000–423.000 Jahre), einzelne bis Stufe 13 (478.000–524.000 Jahre).
Paläomagnetismus: Die Paläomagnetischen Untersuchungen der Sedimente ließen lediglich den Schluss zu, dass deren Polarisation für eine Sedimentation während der Brunhes-Phase spricht und die Ablagerungen demzufolge jünger als 780.000 Jahre sind.
Untersuchung von kalkhaltigem Nanoplankton: Das in Sedimentproben enthaltene kalkhaltige Nanoplankton wurde zwischen den Sauerstoff-Isotopenstufen 12 und 8 abgelagert, hauptsächlich während Stufe 11.
Biostratigraphie: Die Biostratigraphie deutet auf die Sauerstoff-Isotopenstufe 13.
Zusammenfassung: Die Ergebnisse der Uran-Thorium-Datierung und des Paläomagnetismus ergeben einen Datierungsrahmen zwischen 350.000 und 780.000 Jahren vor heute. Die anderen Untersuchungsmethoden erbrachten unterschiedliche Ergebnisse, aber im Wesentlichen schwanken sie zwischen den Sauerstoff-Isotopenstufen 13 und 11. Roberts und Parfitt tendieren zu der Einordnung in die OIS 13 vor die Anglian Glaciation.

## Archäologische Funde

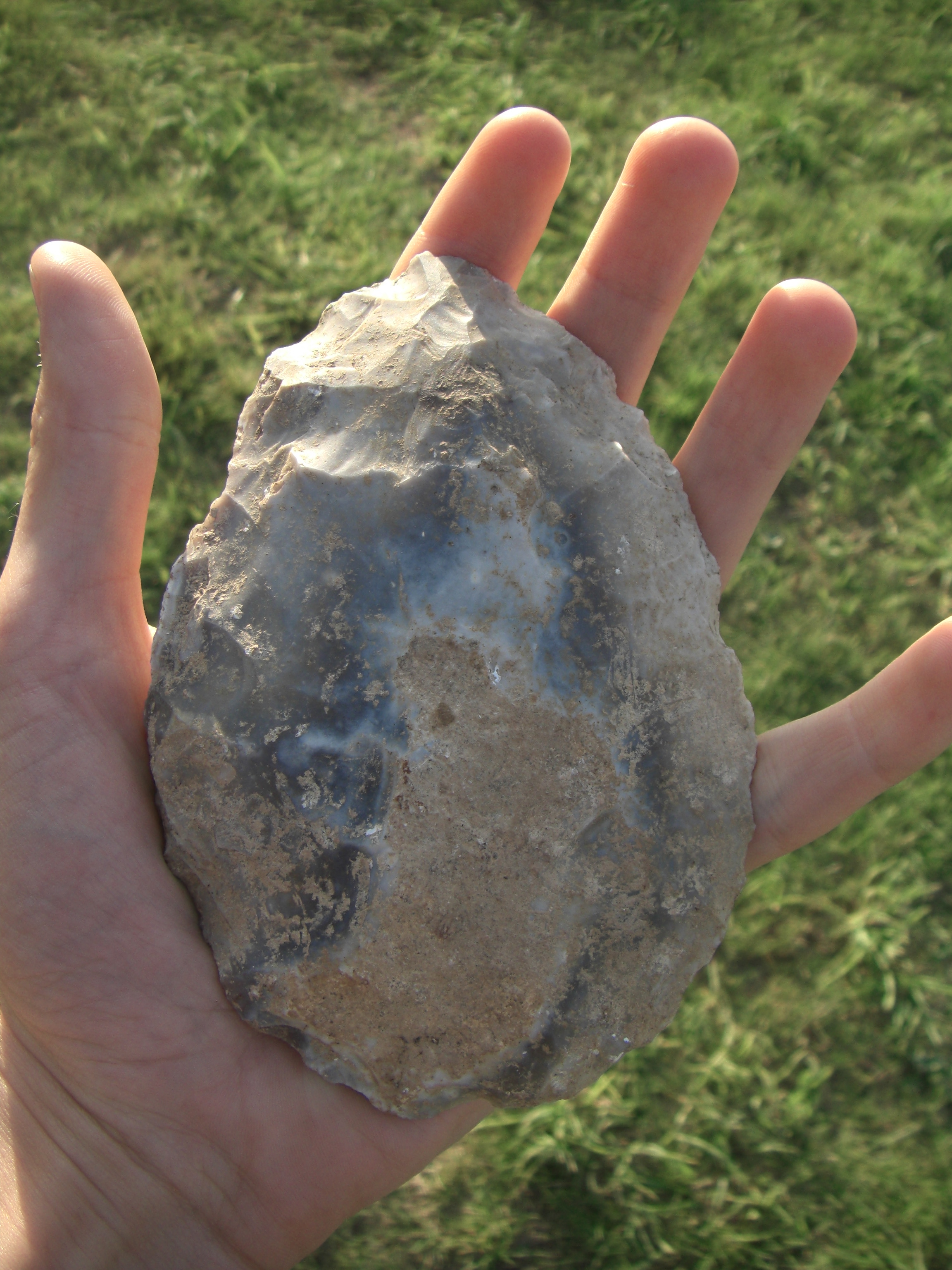
Faustkeil aus Boxgrove

Zahlreiche Steinwerkzeuge, in erster Linie mehr als 400 Faustkeile des Acheuléen, aber auch einige wenige Kratzer und Schaber, und vor allem die Abschlagreste der Bearbeitung gehören zu den anthropogenen Fundobjekten. Der verwendete Feuerstein ist in großer Menge in dem Kalkkliff direkt vor Ort entstanden und enthalten. An einigen Knochen konnten Schnitt- und Hackspuren vom Zerlegen, und an einigen Werkzeugen makroskopische Spuren, die auf eine Nutzung zum Zerlegen der Beute hindeuten, beobachtet werden.
Ein halbkreisförmiges Loch im Schulterblatt (Scapula) eines Pferdes könnte der Eintrittskanal einer Lanze oder eines Speeres sein. Ob die Funde aber tatsächlich die Jagd auf diese Tiere nachweisen, ist zweifelhaft, denn eindeutige Jagdwaffen wurden nicht gefunden. Die verschiedenen frühen Homo-Arten haben sich nachweislich überwiegend von Aas ernährt. Wann genau der Übergang zur aktiven Jagd stattgefunden hat, ist nach wie vor nicht zweifelsfrei geklärt. Der älteste Beleg für prähistorische Jagdwaffen sind die Schöninger Speere, deren Alter auf etwa 300.000 Jahre BP geschätzt wird.

## Skelettfunde
Im Dezember 1993 wurden Fragmente eines Schienbeins gefunden (Archiv-Bezeichnung Boxgrove 1), die ältesten Menschenreste auf den britischen Inseln. Anthropologische Untersuchungen ergaben, dass sie zu einem Mann von etwa 1,80 Metern Größe und 80 Kilogramm Gewicht gehörten, der etwa im Alter von 35 bis 40 Jahren verstorben ist. Da die Zuweisung von Fossilien zu einer Art in erster Linie über Schädelmerkmale vorgenommen wird, ist die Zuweisung allein durch eine Tibia recht schwierig. Roberts und Parfitt haben deshalb verschiedene Tibia-Fragmente anderer Fundorte vermessen und verglichen. Da der Fund in Boxgrove aber der einzige nicht vom Schädel stammende Knochenfund eines Individuums der Hominini im nördlichen Europa ist, mussten sie auf geographisch weiter entfernte Exemplare zurückgreifen. Die Untersuchungsergebnisse erlauben nur die Aussage, dass Homo erectus, Homo heidelbergensis, der Neandertaler und der anatomisch moderne Mensch in Frage kommen könnten. Aufgrund der Datierung der Fundstelle, über die Werkzeugformen (Faustkeil), Biostratigraphie und die klimaspezifische Biodiversität und in erhöhtem Maße über die Geologie, in einen Zeitbereich von etwa 500.000 BP, ist die Zuweisung der Tibia zum anatomisch modernen Menschen auszuschließen. Infrage kommt am wahrscheinlichsten Homo heidelbergensis. Beide Knochenenden zeigen auch Nagespuren, was bedeutet, dass die Boxgrove-Menschen Beute oder deren Leichen Aas für andere Tiere waren.
1996 wurden zwei Schneidezähne eines anderen Individuums gefunden. Man konnte daran Paradontalerkrankungen erkennen, daneben aber auch hier Schnittspuren. Interpretiert wurden diese aber nicht als Beweis für Kannibalismus, sondern eher für die Nutzung der Steinwerkzeuge in der Nähe des Mundes und entsprechende Unfälle.
2022 wurde berichtet, dass die Zähne und das Schienbein zahlreiche gemeinsame Merkmale mit den ähnlich alten Fossilien aus der Fundstätte Sima de los Huesos (Spanien) aufweisen und deshalb die Fossilien beider Örtlichkeiten der gleichen Art zuzuordnen seien.